# Museo d'arte moderna e contemporanea di Trento e Rovereto
Il Museo di arte moderna e contemporanea di Trento e Rovereto (MART) è un centro museale del Trentino. La sede principale si trova a Rovereto in corso Bettini 43 dove si espongono principalmente opere d'arte moderna e contemporanea. La sezione di Trento del museo è ospitata, a partire dal 19 ottobre 2013 presso la Galleria civica di Trento, in via Belenzani 44. Il presidente del Museo è Vittorio Sgarbi, il direttore è Diego Ferretti.

## Storia

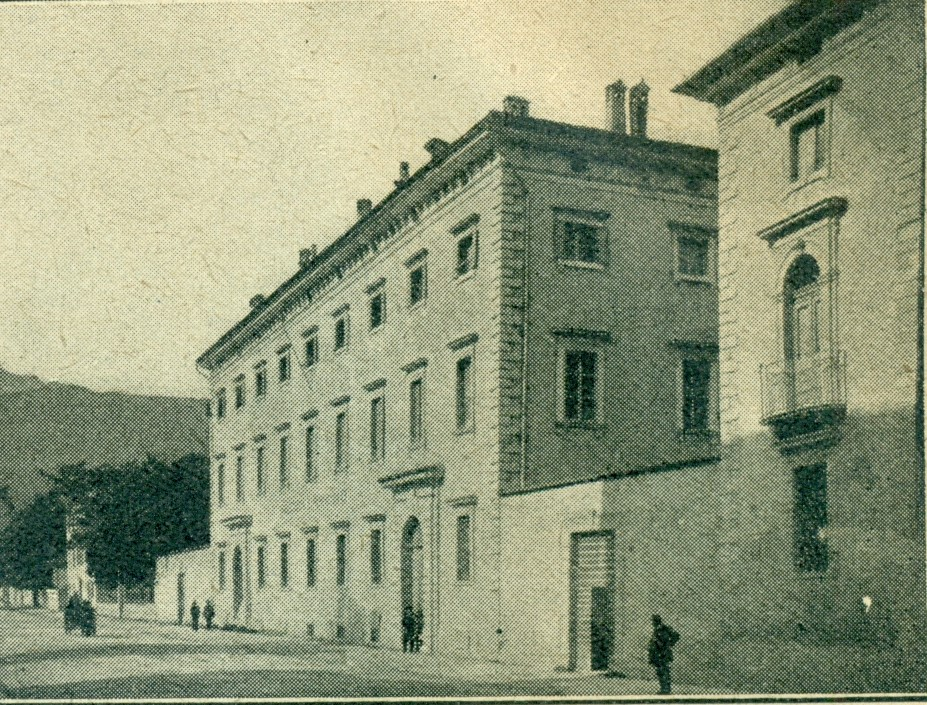
La zona ora ingresso del MART tra Palazzo Annona e Palazzo Alberti-Poja sull'allora corso Vittorio Emanuele, a Rovereto, negli anni '20.

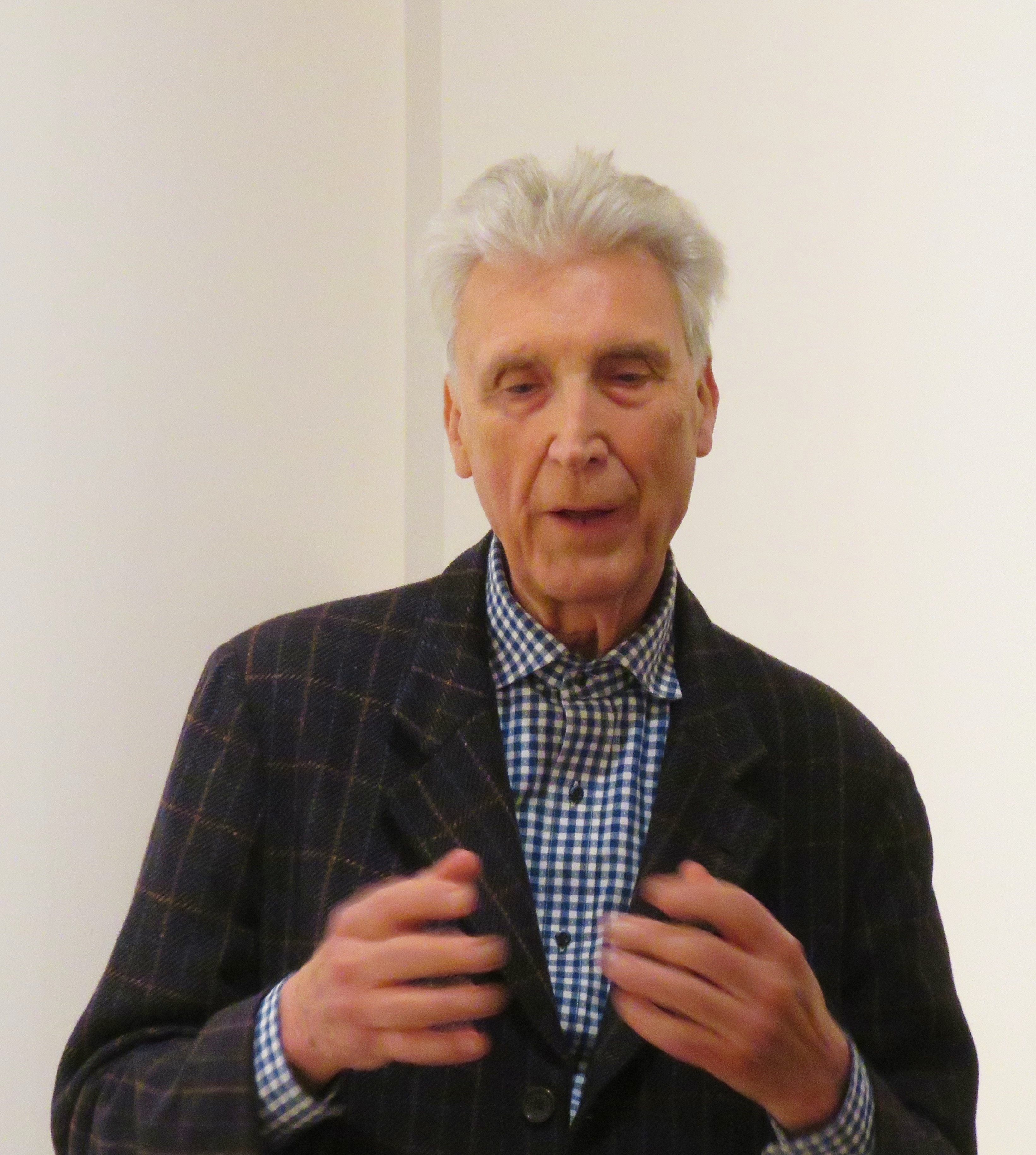
Volker Feierabend, della fondazione VAF-Stiftung.

Il Mart è nato nel 1987 come ente autonomo della Provincia autonoma di Trento. Fino al 2002 la sua sede è stata il Palazzo delle Albere a Trento.
L'idea di ampliare il museo per raccogliere da un lato l'arte del grande futurista trentino Fortunato Depero e dall'altro l'eredità del Museo Provinciale d'Arte di Trento risale al 1991, e si deve soprattutto a Gabriella Belli.
Fa parte del Mart anche la Casa d'arte futurista Depero, a Rovereto in via Portici 38, che ospita molte tra le opere più importanti dell'artista futurista Fortunato Depero.
Presso il Mart ha sede anche l'Archivio del '900, il centro di ricerca del museo.
Il 15 dicembre del 2002 il Mart ha inaugurato la nuova sede di Rovereto.

## Architettura
L'edificio che ospita il museo è stato progettato dall'architetto ticinese Mario Botta e dall'ingegnere roveretano Giulio Andreolli. Botta ed Andreolli si sono ispirati a modelli classici per le forme (in particolare per la grande cupola al Pantheon) e hanno dedicato una particolare attenzione alle soluzioni tecniche, in molti casi all'avanguardia: la cupola radiale è in acciaio e plexiglas, e presenta uno "spicchio" mancante, reso possibile da complesse soluzioni ingegneristiche.
Sotto la cupola si trova una piazza e al centro una fontana. Nel caso del rivestimento murale, Botta ed Andreolli hanno scelto la pietra gialla di Vicenza, tradizionalmente usata da Andrea Palladio, applicandola con un sistema innovativo che rende possibile la sostituzione autonoma di ogni singola lastra, rendendo alla fine significativa la stessa struttura dell'edificio da un punto di vista artistico.
Si accede al Mart ed all’Auditorium Melotti attraverso il passaggio tra Palazzo Alberti Poja e Palazzo Annona.

## Collezione
La collezione permanente del Mart include circa 20 000 opere: dipinti, disegni, incisioni e sculture, con nuclei importanti soprattutto per quanto riguarda le avanguardie del Novecento. Presenti molte opere di Giorgio de Chirico, Carlo Carrà, Mario Sironi e del futurista roveretano Fortunato Depero. Oltre a molti depositi pubblici, al Mart sono inoltre conservate le opere di numerose collezioni private tra cui la collezione Talamoni e la collezione VAF-Stiftung.

## Mostre temporanee
Il Mart produce e spesso ospita frequenti esposizioni temporanee. Dal 2002 al 2014 il museo ha esposto più di 120 mostre nelle quattro sedi (Mart Rovereto, Casa Depero, Galleria Civica e fino al 2010 Palazzo delle Albere). Inoltre il Mart ha prodotto numerose mostre extramuros sia in Italia sia all'estero.
| Titolo | Inizio            | Fine              | Sede                                                | Città              |
| --- | ----------------- | ----------------- | --------------------------------------------------- | ------------------ |
| Barbara De Vivi. Due di due | 19 luglio 2025    | 5 ottobre 2025    | Galleria Civica                                     | Trento             |
| Nebojša Despotović. Tutte le nostre vite | 19 luglio 2025    | 5 ottobre 2025    | Galleria Civica                                     | Trento             |
| Trentino Unexpected | 12 luglio 2025    | 9 novembre 2025   | Mart Rovereto                                       | Rovereto           |
| Daniele Tamagni. Style Is Life | 17 maggio 2025    | 6 luglio 2025     | Galleria Civica                                     | Trento             |
| Sebastião Salgado. Ghiacciai | 12 aprile 2025    | 21 settembre 2025 | Mart Rovereto                                       | Rovereto           |
| Li Yongzheng. Nel profondo di questo deserto | 12 aprile 2025    | 21 settembre 2025 | Mart Rovereto                                       | Rovereto           |
| Realismi Magici. Pyke Koch e Cagnaccio di San Pietro                                                                                                  | 12 aprile 2025    | 31 agosto 2025    | Mart Rovereto                                       | Rovereto           |
| Libri d'artista di Guido Strazza. La donazione al Mart]                                                                                               | 8 marzo 2025      | 29 giugno 2025    | Mart Rovereto                                       | Rovereto           |
| Marco Ferri. Abbi dubbi] | 8 marzo 2025      | 15 giugno 2025    | Mart Rovereto                                       | Rovereto           |
| Atlante. La collezione Paolillo al Mart | 8 marzo 2025      | 15 giugno 2025    | Mart Rovereto                                       | Rovereto           |
| Storia di L.F. Visioni di un collezionista | 8 marzo 2025      | 15 giugno 2025    | Mart Rovereto                                       | Rovereto           |
| Intelligenze emotive. Storie di connessioni empatiche                                                                                                 | 26 febbraio 2025  | 4 maggio 2025     | Galleria Civica                                     | Trento             |
| Luciano Baldessari. Il teatro aureo | 17 dicembre 2024  | 2 marzo 2025      | Mart Rovereto                                       | Rovereto           |
| Paganin e Fioravanti. Il grido e il canto | 7 dicembre 2024   | 16 marzo 2025     | Mart Rovereto                                       | Rovereto           |
| Etruschi del Novecento | 7 dicembre 2024   | 16 marzo 2025     | Mart Rovereto                                       | Rovereto           |
| Francesco De Grandi. Il sacrificio del miele | 26 ottobre 2024   | 9 febbraio 2025   | Galleria Civica                                     | Trento             |
| X Premio Fondazione VAF | 28 settembre 2024 | 9 marzo 2025      | Mart Rovereto                                       | Rovereto           |
| Italo Cremona. Tutto il resto è profonda notte | 28 settembre 2024 | 9 marzo 2025      | Mart Rovereto                                       | Rovereto           |
| Il sogno di Luigi Serafini | 12 luglio 2024    | 20 ottobre 2024   | Mart Rovereto                                       | Rovereto           |
| Surrealismi. Da de Chirico a Gaetano Pesce | 12 luglio 2024    | 20 ottobre 2024   | Mart Rovereto                                       | Rovereto           |
| Albino Rossi. Fiori del silenzio | 12 luglio 2024    | 6 ottobre 2024    | Galleria Civica                                     | Trento             |
| Annamaria Gelmi. L’instabilità del limite | 12 luglio 2024    | 6 ottobre 2024    | Galleria Civica                                     | Trento             |
| Pietro Gaudenzi. La virtù delle donne. | 14 aprile 2024    | 1 settembre 2024  | Mart Rovereto                                       | Rovereto           |
| Arte e Fascismo. | 14 aprile 2024    | 1 settembre 2024  | Mart Rovereto                                       | Rovereto           |
| Felice Tosalli. Animali di un altro sogno. | 28 marzo 2024     | 8 settembre 2024  | Mart Rovereto                                       | Rovereto           |
| Allegoria della felicità pubblica. | 28 marzo 2024     | 30 giugno 2024    | Galleria Civica                                     | Trento             |
| Sciamani. Comunicare con l'invisibile. | 17 dicembre 2023  | 6 ottobre 2024    | Palazzo delle Albere                                | Trento             |
| Margherita Manzelli. Oscuro è il cuore della bellezza.                                                                                                | 17 dicembre 2023  | 25 febbraio 2024  | Galleria Civica                                     | Trento             |
| Global painting. | 7 dicembre 2023   | 2 giugno 2024     | Mart Rovereto                                       | Rovereto           |
| Focus. | 7 dicembre 2023   | 3 marzo 2024      | Mart Rovereto                                       | Rovereto           |
| Dürer. Mater et melancholia. | 7 dicembre 2023   | 3 marzo 2024      | Mart Rovereto                                       | Rovereto           |
| L'uomo senza qualità. Gian Enzo Sperone collezionista.                                                                                                | 26 ottobre 2023   | 3 marzo 2024      | Mart Rovereto                                       | Rovereto           |
| Focus. | 23 settembre 2023 | 12 novembre 2023  | Mart Rovereto                                       | Rovereto           |
| Mario Reviglione. L’amorosa inquietudine. | 16 luglio 2023    | 5 novembre 2023   | Mart Rovereto                                       | Rovereto           |
| Aurelio Bulzatti. Il tempo sospeso. | 16 luglio 2023    | 5 novembre 2023   | Mart Rovereto                                       | Rovereto           |
| Stefano Di Stasio. Da genti e paesi lontani. | 16 luglio 2023    | 5 novembre 2023   | Mart Rovereto                                       | Rovereto           |
| Leonor Fini Fabrizio Clerici. Insomnia. | 16 luglio 2023    | 5 novembre 2023   | Mart Rovereto                                       | Rovereto           |
| Domus contemporanea. | 22 giugno 2023    | 26 novembre 2023  | Galleria Civica                                     | Trento             |
| Carlos Solito. Umanità, i volti nel tempo. | 17 giugno 2023    | 29 ottobre 2023   | Parco Guerrieri Gonzaga                             | Villa Lagarina     |
| Pietro Weber. I Guerrieri del Parco. | 17 giugno 2023    | 29 ottobre 2023   | Parco Guerrieri Gonzaga                             | Villa Lagarina     |
| Arturo Benedetti Michelangeli: portraits. | 17 giugno 2023    | 27 agosto 2023    | Mart Rovereto                                       | Rovereto           |
| Depero per il Trentino. Itinerari vissuti tra natura, arte e turismo.                                                                                 | 22 aprile 2023    | 24 settembre 2023 | Casa d'Arte Futurista Depero                        | Rovereto           |
| Focus. Chiara Dynys. L'ombra della luce. | 22 aprile 2023    | 27 agosto 2023    | Mart Rovereto                                       | Rovereto           |
| Focus. Piero Pompili. Pugili. | 22 aprile 2023    | 2 luglio 2023     | Mart Rovereto                                       | Rovereto           |
| Christian Fogarolli. Decade. | 1 aprile 2023     | 4 giugno 2023     | Galleria Civica                                     | Trento             |
| Klimt e l'arte italiana. | 16 marzo 2023     | 27 agosto 2023    | Mart Rovereto                                       | Rovereto           |
| Focus. Fausto Pirandello. Il dramma della pittura. | 16 marzo 2023     | 18 giugno 2023    | Mart Rovereto                                       | Rovereto           |
| Cabaret Vienna. L’Atelier fotografico Manassé. | 16 marzo 2023     | 18 giugno 2023    | Mart Rovereto                                       | Rovereto           |
| I girasoli ucraini. Opere di Maria Prymachenko dal Museo nazionale Taras Shevchenko di Kiev.                                                          | 28 febbraio 2023  | 4 giugno 2023     | Palazzo delle Albere                                | Trento             |
| Giuseppe Gallo. Michelangelo sogna Brancusi. | 6 dicembre 2022   | 19 marzo 2023     | Mart Rovereto                                       | Rovereto           |
| Giotto e il Novecento. | 6 dicembre 2022   | 4 giugno 2023     | Mart Rovereto                                       | Rovereto           |
| linus. Tutti i 690 numeri dal 1965 al 2022. | 20 novembre 2022  | 8 gennaio 2023    | Palazzo delle Albere                                | Trento             |
| Paesi perduti. Appunti per un viaggio nell’Italia dimenticata.                                                                                        | 20 novembre 2022  | 26 febbraio 2023  | Galleria Civica                                     | Trento             |
| Eretici. Arte e vita. | 20 novembre 2022  | 19 febbraio 2023  | Mart Rovereto                                       | Rovereto           |
| Focus. Achille Funi (1890 - 1972). Il volto, il mito.                                                                                                 | 30 ottobre 2022   | 5 febbraio 2023   | Mart Rovereto                                       | Rovereto           |
| Adelchi-Riccardo Mantovani Il sogno di Ferrara. | 30 ottobre 2022   | 5 febbraio 2023   | Mart Rovereto                                       | Rovereto           |
| Focus. Luigi Senesi. Progetto cromo paesaggistico, 1977.                                                                                              | 1 luglio 2022     | 28 agosto 2022    | Mart Rovereto                                       | Rovereto           |
| Focus. Giuseppe Salvatori. Elegia attica. | 1 luglio 2022     | 28 agosto 2022    | Mart Rovereto                                       | Rovereto           |
| Giuliano Vangi. Colloquio con l'antico. Pisano, Donatello, Michelangelo.                                                                              | 1 luglio 2022     | 1 novembre 2022   | Mart Rovereto                                       | Rovereto           |
| Arte e Eros. Klossowski, Molinier, Bellmer, Rama. | 1 luglio 2022     | 9 ottobre 2022    | Mart Rovereto                                       | Rovereto           |
| Martalar. Spazio collettivo, spazio naturale. | 19 giugno 2022    | 23 ottobre 2022   | Palazzo delle Albere                                | Trento             |
| Banksy. L'artista del presente. | 19 giugno 2022    | 1 novembre 2022   | Palazzo delle Albere                                | Trento             |
| Ecentrici, Apocalittici, Pop. Inferno e delizia nell'arte contemporanea.                                                                              | 19 giugno 2022    | 16 ottobre 2022   | Galleria Civica                                     | Trento             |
| Espresso and Cappuccino Cups. | 15 maggio 2022    | 26 giugno 2022    | Mart Rovereto                                       | Rovereto           |
| Julius Evola. Lo spirituale nell'arte. | 15 maggio 2022    | 16 ottobre 2022   | Mart Rovereto                                       | Rovereto           |
| La forza del vero. I Pittori moderni della realtà. | 15 maggio 2022    | 23 ottobre 2022   | Mart Rovereto                                       | Rovereto           |
| Alex Katz. La vita dolce. | 15 maggio 2022    | 18 settembre 2022 | Mart Rovereto                                       | Rovereto           |
| Claudio Koporossy. Invisibilia. (Alhambra). | 3 maggio 2022     | 5 giugno 2022     | Palazzo delle Albere                                | Trento             |
| Focus. Angelo Filomeno. | 27 marzo 2022     | 12 giugno 2022    | Mart Rovereto                                       | Rovereto           |
| Focus. Hayez e gli altri. Opere dalla collezione di Fondazione Caritro.                                                                               | 27 marzo 2022     | 1 maggio 2022     | Mart Rovereto                                       | Rovereto           |
| Simbolismo e Nuova Oggettività. La Galleria del Levante.                                                                                              | 27 marzo 2022     | 12 giugno 2022    | Mart Rovereto                                       | Rovereto           |
| Carlo Gavazzeni Ricordi. Memorie di Adriano. | 12 marzo 2022     | 25 aprile 2022    | Palazzo delle Albere                                | Trento             |
| Bertozzi & Casoni. Antropocene. | 12 marzo 2022     | 5 giugno 2022     | Galleria Civica                                     | Trento             |
| Focus. Arturo Nathan. Il contemplatore solitario. | 22 gennaio 2022   | 1 maggio 2022     | Mart Rovereto                                       | Rovereto           |
| Canova tra innocenza e peccato. | 17 dicembre 2021  | 18 aprile 2022    | Mart Rovereto                                       | Rovereto           |
| Wainer Vaccari. Certezze soggettive. | 20 novembre 2021  | 27 febbraio 2022  | Galleria Civica                                     | Trento             |
| Selvatici e salvifici. | 23 ottobre 2021   | 27 febbraio 2022  | Palazzo delle Albere                                | Trento             |
| Depero new Depero. | 21 ottobre 2021   | 5 giugno 2022     | Mart Rovereto                                       | Rovereto           |
| Piero Guccione e Achille Perilli. Ai confini dell'astrazione.                                                                                         | 21 ottobre 2021   | 9 gennaio 2022    | Mart Rovereto                                       | Rovereto           |
| Romolo Romani. Anima e visioni. | 21 ottobre 2021   | 5 giugno 2022     | Mart Rovereto                                       | Rovereto           |
| Depero e la sua casa d'arte da Rovereto a New York.                                                                                                   | 21 ottobre 2021   | 27 marzo 2022     | Casa d'Arte Futurista Depero                        | Rovereto           |
| Il falso nell'arte. Alceo Dossena e la scultura italiana del Rinascimento.                                                                            | 3 ottobre 2021    | 9 gennaio 2022    | Mart Rovereto                                       | Rovereto           |
| Ex post 2. | 3 ottobre 2021    | 7 novembre 2021   | Galleria Civica                                     | Trento             |
| Golfo mistico. | 14 luglio 2021    | 5 dicembre 2021   | Mart Rovereto                                       | Rovereto           |
| Focus. Tina Sgrò. | 6 luglio 2021     | 3 ottobre 2021    | Mart Rovereto                                       | Rovereto           |
| Steve McCurry. Terre Alte. | 19 giugno 2021    | 19 settembre 2021 | Palazzo delle Albere                                | Trento             |
| Camera Picta. | 19 giugno 2021    | 12 settembre 2021 | Galleria Civica, Castello del Buonconsiglio         | Trento             |
| Lino Frongia. Visioni. | 22 maggio 2021    | 29 agosto 2021    | Mart Rovereto                                       | Rovereto           |
| Botticelli. Il suo tempo. e il nostro tempo. | 22 maggio 2021    | 26 settembre 2021 | Mart Rovereto                                       | Rovereto           |
| Focus Raffaello. Wainer Vaccari. | 2 maggio 2021     | 29 agosto 2021    | Mart Rovereto                                       | Rovereto           |
| Picasso, de Chirico, Dalí. Dialogo con Raffaello. | 2 maggio 2021     | 29 agosto 2021    | Mart Rovereto                                       | Rovereto           |
| Leonardo Cremonini e Karl Plattner. | 27 aprile 2021    | 3 ottobre 2021    | Mart Rovereto                                       | Rovereto           |
| Focus. Dialoghi sulla modernità. | 15 febbraio 2021  | 30 maggio 2021    | Mart Rovereto                                       | Rovereto           |
| Gian Leo Salvotti de Bindis. | 25 gennaio 2021   | 9 maggio 2021     | Galleria Civica                                     | Trento             |
| Omaggio a Umberto Moggioli. | 20 gennaio 2021   | 2 giugno 2021     | Palazzo delle Albere                                | Trento             |
| Boldini. Il Piacere. | 18 gennaio 2021   | 29 agosto 2021    | Mart Rovereto                                       | Rovereto           |
| Caravaggio. Il contemporaneo. | 9 ottobre 2020    | 14 febbraio 2021  | Mart Rovereto                                       | Rovereto           |
| Luciano Ventrone. La grande illusione. | 9 ottobre 2020    | 14 febbraio 2021  | Mart Rovereto                                       | Rovereto           |
| Lucìe. Nicola Samorì. | 9 ottobre 2020    | 10 gennaio 2021   | Mart Rovereto                                       | Rovereto           |
| Carlo Benvenuto. L'originale. | 27 giugno 2020    | 18 ottobre 2020   | Mart Rovereto                                       | Rovereto           |
| La fotografia ha 180 anni! Il libro illustrato dall’incisione al digitale/Italo Zannier fotografo innocente.                                          | 22 febbraio 2020  | 23 agosto 2020    | Mart Rovereto                                       | Rovereto           |
| I diari. Yervant Gianikian Angela Ricci Lucchi. | 22 febbraio 2020  | 23 agosto 2020    | Mart Rovereto                                       | Rovereto           |
| Ciò che vedo. Nuova figurazione in Italia. | 15 febbraio 2020  | 1 novembre 2020   | Galleria Civica                                     | Trento             |
| Tullio Garbari. Primitivismo e modernità. | 21 dicembre 2019  | 27 settembre 2020 | Palazzo delle Albere                                | Trento             |
| Il Realismo Magico nell’Arte Sarda. La Collezione De Montis.                                                                                          | 21 dicembre 2019  | 13 settembre 2020 | Palazzo della Magnifica Comunità di Fiemme          | Cavalese           |
| Focus. Intermedia. Archivio di Nuova Scrittura. La Collezione di Paolo Della Grazia.                                                                  | 23 novembre 2019  | 1º marzo 2020     | Mart Rovereto                                       | Rovereto           |
| Tuuumultum! Campionature tra arte, musica e rumore dalle Collezioni del Mart.                                                                         | 9 novembre 2019   | 2 agosto 2020     | Casa d'Arte Futurista Depero                        | Rovereto           |
| Danzare la rivoluzione. Isadora Duncan e le arti figurative in Italia tra Ottocento e avanguardia (archiviato dall'url originale il 9 febbraio 2020). | 19 ottobre 2019   | 1º marzo 2020     | Mart Rovereto                                       | Rovereto           |
| Richard Artschwager. | 12 ottobre 2019   | 2 febbraio 2020   | Mart Rovereto                                       | Rovereto           |
| Gianni Pellegrini. Sembianze agli occhi miei. | 21 settembre 2019 | 26 gennaio 2020   | Galleria Civica                                     | Trento             |
| Focus. Sara Enrico. The Jumpsuit Theme. | 7 luglio 2019     | 10 novembre 2019  | Mart Rovereto                                       | Rovereto           |
| Everyday life. Economia globale e immagine contemporanea.                                                                                             | 31 maggio 2019    | 1º settembre 2019 | Galleria Civica                                     | Trento             |
| Come un film. Il cinema post futurista degli anni '30.                                                                                                | 13 aprile 2019    | 20 ottobre 2019   | Casa d'Arte Futurista Depero                        | Rovereto           |
| Focus. La donazione Pablo Echaurren. | 7 aprile 2019     | 30 giugno 2019    | Mart Rovereto                                       | Rovereto           |
| A tu per tu. Mauro De Carli e Piermario Dorigatti. | 23 marzo 2019     | 12 maggio 2019    | Galleria Civica                                     | Trento             |
| Passione. 12 progetti per l'arte italiana. | 23 febbraio 2019  | 8 settembre 2019  | Mart Rovereto                                       | Rovereto           |
| Focus. Luca Bertolo. | 2 dicembre 2018   | 31 marzo 2019     | Mart Rovereto                                       | Rovereto           |
| Ex post. Laurina Paperina Rolando Tessadri Luca Coser Christian Fogarolli.                                                                            | 17 novembre 2018  | 3 marzo 2019      | Galleria Civica                                     | Trento             |
| Il Maestro e Margherita. Marinetti, Sarfatti e il Futurismo negli anni di regime.                                                                     | 20 ottobre 2018   | 24 febbraio 2019  | Casa d'Arte Futurista Depero                        | Rovereto           |
| Nathalie Djurberg & Hans Berg. | 6 ottobre 2018    | 27 gennaio 2019   | Mart Rovereto                                       | Rovereto           |
| Margherita Sarfatti. Il Novecento Italiano nel mondo.                                                                                                 | 22 settembre 2018 | 24 febbraio 2019  | Mart Rovereto                                       | Rovereto           |
| Focus. Alighiero Boetti. Erodiade - Fame di vento. | 1º settembre 2018 | 25 novembre 2018  | Mart Rovereto                                       | Rovereto           |
| Vicino. Non qui. Percorsi di creatività trentina. | 14 luglio 2018    | 14 ottobre 2018   | Galleria Civica                                     | Trento             |
| Manu propria. Il segno calligrafico come opera d'arte.                                                                                                | 16 giugno 2018    | 30 settembre 2018 | Casa d'Arte Futurista Depero                        | Rovereto           |
| Rosa è la vita. Il colore più audace dell'arte moderna.                                                                                               | 22 maggio 2018    | 26 agosto 2018    | Mart Rovereto                                       | Rovereto           |
| Gianfranco Baruchello. | 19 maggio 2018    | 16 settembre 2018 | Mart Rovereto                                       | Rovereto           |
| Focus. Pietro Consagra. Trama. | 5 maggio 2018     | 29 luglio 2018    | Mart Rovereto                                       | Rovereto           |
| Viaggio in Italia. I paesaggi dell'Ottocento dai Macchiaioli ai Simbolisti.                                                                           | 21 aprile 2018    | 2 settembre 2018  | Mart Rovereto                                       | Rovereto           |
| Sam Falls. Nature Is the New Minimalism. | 17 marzo 2018     | 26 giugno 2018    | Galleria Civica                                     | Trento             |
| Focus. Rappresentare l'architettura. Modelli fra storia e valorizzazione.                                                                             | 3 marzo 2018      | 30 settembre 2018 | Mart Rovereto                                       | Rovereto           |
| Animali metallici. Il culto dell'automobile nel XX secolo.                                                                                            | 3 marzo 2018      | 10 giugno 2018    | Casa d'Arte Futurista Depero                        | Rovereto           |
| Costruire il Trentino. Premio di architettura 2013_2016.                                                                                              | 27 gennaio 2018   | 4 marzo 2018      | Galleria Civica                                     | Trento             |
| Realismo Magico. L’incanto nella pittura italiana degli anni Venti e Trenta.                                                                          | 3 dicembre 2017   | 2 aprile 2018     | Mart Rovereto                                       | Rovereto           |
| Carlo Alfano. soggetto spazio soggetto. | 5 novembre 2017   | 22 aprile 2018    | Mart Rovereto                                       | Rovereto           |
| Francesco Lo Savio. | 5 novembre 2017   | 18 marzo 2018     | Mart Rovereto                                       | Rovereto           |
| In font we trust! Arte e tipografia delle Collezioni del Mart.                                                                                        | 14 ottobre 2017   | 18 febbraio 2018  | Casa d'Arte Futurista Depero                        | Rovereto           |
| Jacopo Mazzonelli. To be played at maximum volume. | 7 ottobre 2017    | 14 gennaio 2018   | Galleria Civica                                     | Trento             |
| Focus. La rivista come luogo di ricerca artistica: il portale Capti.                                                                                  | 3 settembre 2017  | 25 febbraio 2018  | Mart Rovereto                                       | Rovereto           |
| Tutti gli "ismi" di Armando Testa. | 22 luglio 2017    | 15 ottobre 2017   | Mart Rovereto                                       | Rovereto           |
| Un'eterna bellezza. Il canone classico nell'arte italiana del primo Novecento.                                                                        | 2 luglio 2017     | 5 novembre 2017   | Mart Rovereto                                       | Rovereto           |
| Zanini e Garbari. Nel segno del Novecento. | 10 giugno 2017    | 8 ottobre 2017    | Casa d'Arte Futurista Depero                        | Rovereto           |
| Legno. Lën. Holz. Un itinerario nella scultura contemporanea.                                                                                         | 2 giugno 2017     | 17 settembre 2018 | Galleria Civica                                     | Trento             |
| Focus. Costruire con la luce. Fotografie di architettura dagli archivi del Mart.                                                                      | 7 maggio 2017     | 27 agosto 2018    | Galleria Civica                                     | Trento             |
| Grazia Toderi e Orhan Pamuk. Words and Stars. | 2 aprile 2017     | 2 luglio 2017     | Mart Rovereto                                       | Rovereto           |
| Focus. La materia della forma. Collezione Panza di Biumo.                                                                                             | 2 aprile 2017     | 2 luglio 2017     | Mart Rovereto                                       | Rovereto           |
| Focus. Mario Sironi nella Collezione Allaria. | 5 marzo 2017      | 11 giugno 2017    | Mart Rovereto                                       | Rovereto           |
| Almanacco 70. Architettura e Astrazione. | 11 febbraio 2017  | 14 maggio 2017    | Galleria Civica                                     | Trento             |
| Mediterraneo luoghi e miti. Capolavori del Mart. | 9 dicembre 2016   | 5 marzo 2017      | Museo Regionale Interdisciplinare di Messina        | Messina            |
| Eliseo Mattiacci. | 3 dicembre 2016   | 12 marzo 2017     | Mart Rovereto                                       | Rovereto           |
| Performance. Corpo privato e corpo sociale. | 19 novembre 2016  | 7 maggio 2017     | Casa d'Arte Futurista Depero                        | Rovereto           |
| Umberto Boccioni. Genio e memoria. | 5 novembre 2016   | 19 febbraio 2017  | Mart Rovereto                                       | Rovereto           |
| Andrea Galvani. Selected Works 2006_2016. | 11 ottobre 2016   | 22 gennaio 2017   | Galleria Civica                                     | Trento             |
| Robert Morris. Films and Videos. | 23 luglio 2016    | 6 novembre 2016   | Mart Rovereto                                       | Rovereto           |
| Wyatt Kahn. Variazioni sull'oggetto. | 2 luglio 2016     | 2 ottobre 2016    | Galleria Civica                                     | Trento             |
| I pittori della luce. Dal Divisionismo al Futurismo.                                                                                                  | 25 giugno 2016    | 9 ottobre 2016    | Mart Rovereto                                       | Rovereto           |
| La Città Utopica. Dalla metropoli futurista all’EUR42.                                                                                                | 30 aprile 2016    | 6 novembre 2016   | Casa d'Arte Futurista Depero                        | Rovereto           |
| Astrazione Oggettiva. The experience of colour. | 12 aprile 2016    | 31 luglio 2016    | Estorick Collection of Modern Italian Art           | Londra             |
| Stefano Cagol : Stefano Cagol. Works 1995-2015. | 25 marzo 2016     | 12 giugno 2016    | Galleria Civica                                     | Trento             |
| Giovanni Penone. Scultura. | 19 marzo 2016     | 26 giugno 2016    | Mart Rovereto                                       | Rovereto           |
| Impegno civico. | 13 febbraio 2016  | 13 marzo 2016     | Galleria Civica                                     | Trento             |
| La coscienza del vero. Capolavori dell'Ottocento. Da Courbet a Segantini.                                                                             | 5 dicembre 2015   | 3 aprile 2016     | Mart Rovereto                                       | Rovereto           |
| Manifesto 100. Ricostruzione futurista dell'universo (1915-2015).                                                                                     | 14 novembre 2015  | 3 aprile 2016     | Casa d'Arte Futurista Depero                        | Rovereto           |
| Nature. Arte ed ecologia. | 30 ottobre 2015   | 31 gennaio 2016   | Galleria Civica                                     | Trento             |
| Devalle (1940 - 2013). | 16 ottobre 2015   | 10 febbraio 2016  | Mart Rovereto                                       | Rovereto           |
| Sinfonia di un'esecuzione. I MASBEDO al Mart. | 10 ottobre 2015   | 14 febbraio 2016  | Mart Rovereto                                       | Rovereto           |
| The Medium is...Libri, riviste e documenti dell'Archivio Denza.                                                                                       | 10 ottobre 2015   | 14 febbraio 2016  | Mart Rovereto                                       | Rovereto           |
| Montagna oltre la natura. Il paesaggio interpretato.                                                                                                  | 10 ottobre 2015   | 10 gennaio 2016   | Palazzo Assessorile                                 | Cles               |
| L'invenzione futurista. Case d'arte di Depero. | 2 ottobre 2015    | 15 novembre 2015  | Museo Regionale                                     | Messina            |
| Elisa Strinna. Sulla natura morta. | 31 maggio 2015    | 26 luglio 2015    | Mart Rovereto                                       | Rovereto           |
| Il Sosia. Artisti e collezioni private. | 30 maggio 2015    | 18 ottobre 2015   | Galleria Civica                                     | Trento             |
| Un modello della Casa Elettrica: l'Archivio del 900 come officina (archiviato dall'url originale il 9 marzo 2018).                                    | 26 maggio 2015    | 19 luglio 2015    | Mart, Foyer Archivio del '900                       | Rovereto           |
| Project Wall Extra. Alberto Di Fabio. GeograficaMente.                                                                                                | 28 marzo 2015     | 24 maggio 2015    | Mart Rovereto                                       | Rovereto           |
| Giovanni Testori. Crocifissione '49. I disegni ritrovati.                                                                                             | 28 marzo 2015     | 24 maggio 2015    | Mart Rovereto                                       | Rovereto           |
| #collezionemart. | 28 marzo 2015     | 8 novembre 2015   | Mart Rovereto                                       | Rovereto           |
| Crali. Testimonianze futuriste. | 14 marzo 2015     | 25 ottobre 2015   | Casa d'Arte Futurista Depero                        | Rovereto           |
| Astrazione Oggettiva. Oltre la teoria, il colore. | 14 febbraio 2015  | 17 maggio 2015    | Galleria Civica                                     | Trento             |
| Galleria Lalatta. Giochi nell'aria. | 12 febbraio 2015  | 15 marzo 2015     | Mart Rovereto                                       | Rovereto           |
| A22. Autostrada e paesaggio. | 17 gennaio 2015   | 8 febbraio 2015   | Mart Rovereto                                       | Rovereto           |
| Project Wall. Luca Andreoni. | 10 gennaio 2015   | 8 febbraio 2015   | Mart Rovereto                                       | Rovereto           |
| Tavolara e Depero. La manifattura delle case d'arte.                                                                                                  | 13 dicembre 2014  | 1º marzo 2015     | Museo della Città - Palazzo di Città e Museo MURATS | Sassari e Samugheo |
| Project Wall. Laura Pugno. | 6 dicembre 2014   | 6 gennaio 2015    | Mart, Foyer primo piano                             | Rovereto           |
| Project Wall. Antonio Biasiucci e Mimmo Paladino. | 1º novembre 2014  | 30 novembre 2014  | Mart, Foyer primo piano                             | Rovereto           |
| Afterimage. Rappresentazioni del conflitto. | 26 ottobre 2014   | 1º febbraio 2015  | Galleria Civica                                     | Trento             |
| Calpestare la guerra. | 11 ottobre 2014   | 1º marzo 2015     | Casa d'Arte Futurista Depero                        | Rovereto           |
| La guerra che verrà non è la prima 1914-2014. | 4 ottobre 2014    | 20 settembre 2015 | Mart Rovereto                                       | Rovereto           |
| Project Wall. Giusy Calia. | 4 ottobre 2014    | 26 ottobre 2014   | Mart, Foyer primo piano                             | Rovereto           |
| Paolo Vallorz. I miei alberi. | 3 agosto 2014     | 19 ottobre 2014   | Castel Caldes                                       | Trento             |
| Luigi Senesi. La donazione al Mart. | 12 luglio 2014    | 31 agosto 2014    | Mart Rovereto                                       | Rovereto           |
| Lost in Trentino. | 12 luglio 2014    | 7 settembre 2014  | Mart Rovereto                                       | Rovereto           |
| Scenario di terra. | 4 luglio 2014     | 8 febbraio 2015   | Mart Rovereto                                       | Rovereto           |
| Álvaro Siza. Inside the Human Being. | 4 luglio 2014     | 8 febbraio 2015   | Mart Rovereto                                       | Rovereto           |
| Linguaggi plastici del XX secolo. | 24 maggio 2014    | 12 ottobre 2014   | Galleria Civica                                     | Trento             |
| Tavolara e Depero. | 17 maggio 2014    | 5 ottobre 2014    | Casa d'Arte Futurista Depero                        | Rovereto           |
| Tullio Pericoli. | 9 maggio 2014     | 6 luglio 2014     | Mart Rovereto                                       | Rovereto           |
| Perduti nel paesaggio. | 5 aprile 2014     | 31 agosto 2014    | Mart Rovereto                                       | Rovereto           |
| Questa non è musica. Records by artists 1958-1990. | 5 aprile 2014     | 29 giugno 2014    | Mart Rovereto                                       | Rovereto           |
| Innocenza di sguardi. Maternità e infanzia nelle collezioni del Mart.                                                                                 | 29 marzo 2014     | 18 maggio 2014    | Palazzo Assessorile                                 | Cles               |
| Adrian Tranquilli. Welcome to the Fall. | 6 marzo 2014      | 30 marzo 2014     | Mart Rovereto                                       | Rovereto           |
| Ti tengo d'occhio!. | 2 marzo 2014      | 23 marzo 2014     | Mart Rovereto                                       | Rovereto           |
| Italian Futurism, 1909–1944 Reconstructing the Universe.                                                                                              | 21 febbraio 2014  | 1º settembre 2014 | Guggenheim Museum                                   | New York           |
| Chiamata a raccolta. Collezioni private in mostra. | 16 febbraio 2014  | 11 maggio 2014    | Galleria Civica                                     | Trento             |
| Mario Radice. | 15 febbraio 2014  | 8 giugno 2014     | Mart Rovereto                                       | Rovereto           |
| El Lissitzky. | 15 febbraio 2014  | 8 giugno 2014     | Mart Rovereto                                       | Rovereto           |
| Giusy Calia. Alchimia dell'immagine. | 15 dicembre 2013  | 4 maggio 2014     | Mart Rovereto                                       | Rovereto           |
| Universo Depero. Le opere del Mart al MAR di Aosta.                                                                                                   | 13 dicembre 2013  | 11 maggio 2014    | MAR                                                 | Aosta              |
| In risonanza. Istantanee di creatività del cervello.                                                                                                  | 6 dicembre 2013   | 12 gennaio 2014   | Mart Rovereto                                       | Rovereto           |
| L'avanguardia intermedia. Ca' Pesaro, Moggioli e la contemporaneità a Venezia 1913-2013.                                                              | 19 ottobre 2013   | 2 febbraio 2014   | Galleria Civica                                     | Trento             |
| Antonello da Messina. | 5 ottobre 2013    | 12 gennaio 2014   | Mart Rovereto                                       | Rovereto           |
| L'altro ritratto. | 5 ottobre 2013    | 12 gennaio 2014   | Mart Rovereto                                       | Rovereto           |
| Depero y la reconstruccion futurista del universo. | 17 settembre 2013 | 12 gennaio 2014   | La Pedrera                                          | Barcelona          |
| 8 settembre 1943. Gli Internati Militari Italiani. | 5 settembre 2013  | 29 settembre 2013 | Mart Rovereto                                       | Rovereto           |
| Controcultura tra America e Italia. | 11 luglio 2013    | 8 settembre 2013  | Mart Biblioteca                                     | Rovereto           |
| Paolo Ventura. Mago futurista. | 22 giugno 2013    | 31 maggio 2014    | Casa d'Arte Futurista Depero                        | Rovereto           |
| Adalberto Libera. La città ideale. | 22 giugno 2013    | 1º settembre 2013 | Mart Biblioteca                                     | Rovereto           |
| Costruire il Trentino. Premio di Architettura 2009/2012.                                                                                              | 22 giugno 2013    | 8 settembre 2013  | Mart Rovereto                                       | Rovereto           |
| Andata e ricordo. Souvenir de voyage. | 22 giugno 2013    | 8 settembre 2013  | Mart Rovereto                                       | Rovereto           |
| Rudolf Steiner. | 9 febbraio 2013   | 2 giugno 2013     | Mart Rovereto                                       | Rovereto           |
| Bruno Conte. Le carte, i libri. | 9 febbraio 2013   | 5 maggio 2013     | Mart Rovereto                                       | Rovereto           |
| Progetto cibo. La forma del gusto. | 9 febbraio 2013   | 2 giugno 2013     | Mart Rovereto                                       | Rovereto           |
| Gianluca Vassallo. DentroInside. | 15 dicembre 2012  | 13 gennaio 2013   | Mart Rovereto                                       | Rovereto           |
| Michelangelo Perghem Gelmi | 8 novembre 2012   | 20 gennaio 2013   | Mart Rovereto                                       | Rovereto           |
| David Claerbout. | 26 ottobre 2012   | 13 gennaio 2013   | Mart Rovereto                                       | Rovereto           |
| La magnifica ossessione. | 26 ottobre 2012   | 16 febbraio 2014  | Mart Rovereto                                       | Rovereto           |
| Paco Cao. RIPOSO ETERNO. Edizione Depero. | 13 ottobre 2012   | 13 gennaio 2013   | Casa d'Arte Futurista Depero                        | Rovereto           |
| Paco Cao. PLRF Cabinet. URL consultato il 29 ottobre 2021 (archiviato dall'url originale il 9 marzo 2018).                                            | 1º ottobre 2012   | 31 gennaio 2013   | Mart Rovereto                                       | Rovereto           |
| Un altro tempo. Tra Decadentismo e Modern Style. | 22 settembre 2012 | 13 gennaio 2013   | Mart Rovereto                                       | Rovereto           |
| Willi Baumeister. Dipinti e disegni. | 24 luglio 2012    | 23 settembre 2012 | Mart Rovereto                                       | Rovereto           |
| Con gli occhi, con il cuore, con la testa. La fotografia della collezione Trevisan.                                                                   | 24 luglio 2012    | 9 settembre 2012  | Mart Rovereto                                       | Rovereto           |
| Benvenuto Disertori. Un segno Liberty. | 12 giugno 2012    | 26 ottobre 2012   | Torre Vanga                                         | Trento             |
| Ricostruzione futurista. | 23 giugno 2012    | 30 settembre 2012 | Mart Rovereto                                       | Rovereto           |
| Fausto Melotti. Angelico geometrico. | 23 giugno 2012    | 30 settembre 2012 | Mart Rovereto                                       | Rovereto           |
| Depero 1912. Il Touring Club Italiano. | 30 marzo 2012     | 2 settembre 2012  | Casa d'Arte Futurista Depero                        | Rovereto           |
| Gina Pane (1939–1990). È per amore vostro: l’altro.                                                                                                   | 17 marzo 2012     | 8 luglio 2012     | Mart Rovereto                                       | Rovereto           |
| Afro. Il periodo americano. | 17 marzo 2012     | 8 luglio 2012     | Mart Rovereto                                       | Rovereto           |
| Alice in Wonderland. | 25 febbraio 2012  | 3 giugno 2012     | Mart Rovereto                                       | Rovereto           |
| Postmodernismo. Stile e sovversione 1970–1990. | 25 febbraio 2012  | 3 giugno 2012     | Mart Rovereto                                       | Rovereto           |
| Gillo Dorfles. Opere recenti. | 17 dicembre 2011  | 12 febbraio 2012  | Mart Rovereto                                       | Rovereto           |
| Bruno Colorio 1911-1997. | 13 dicembre 2011  | 10 gennaio 2012   | Palazzo Trentini                                    | Trento             |
| Poesia Visiva. La Donazione Bentivoglio. | 19 novembre 2011  | 22 gennaio 2012   | Mart Rovereto                                       | Rovereto           |
| Carlo Valsecchi. San Luis. | 19 novembre 2011  | 26 febbraio 2012  | Mart Rovereto                                       | Rovereto           |
| Diango Hernández. Living Rooms, a Survey. | 19 novembre 2011  | 26 febbraio 2012  | Mart Rovereto                                       | Rovereto           |
| I Nuovi Futuristi. | 19 novembre 2011  | 26 febbraio 2012  | Casa d'Arte Futurista Depero                        | Rovereto           |
| Gino Severini 1883-1966. | 17 settembre 2011 | 8 gennaio 2012    | Mart Rovereto                                       | Rovereto           |
| Percorsi riscoperti dell'arte italiana nella VAF-Stiftung 1947–2010.                                                                                  | 2 luglio 2011     | 29 novembre 2011  | Mart Rovereto                                       | Rovereto           |
| La donazione Paolo Vallorz. | 2 luglio 2011     | 13 novembre 2011  | Mart Rovereto                                       | Rovereto           |
| Olimpia Ferrari. Reflect what you are | 2 luglio 2011     | 30 ottobre 2011   | Mart Rovereto                                       | Rovereto           |
| Rosa Barba Stage Archive. | 28 maggio 2011    | 28 agosto 2011    | Mart Rovereto                                       | Rovereto           |
| Roberto Iras Baldessari. | 14 maggio 2011    | 30 ottobre 2011   | Casa d'Arte Futurista Depero                        | Rovereto           |
| La rivoluzione dello sguardo. Capolavori impressionisti e post-impressionisti dal Musée d'Orsay.                                                      | 19 marzo 2011     | 24 luglio 2011    | Mart Rovereto                                       | Rovereto           |
| Umberto Moggioli (1886–1919). | 12 marzo 2011     | 1º maggio 2011    | Torre Vanga                                         | Trento             |
| Alessandro Roma. Humus. | 12 febbraio 2011  | 12 giugno 2011    | Mart Rovereto                                       | Rovereto           |
| Olivo Barbieri. Dolomites Project 2010. | 12 febbraio 2011  | 12 giugno 2011    | Mart Rovereto                                       | Rovereto           |
| Modigliani Scultore. | 18 dicembre 2010  | 27 marzo 2011     | Mart Rovereto                                       | Rovereto           |
| Tullio Crali. La donazione. | 29 ottobre 2010   | 1º maggio 2011    | Casa d'Arte Futurista Depero                        | Rovereto           |
| Musei nel XXI secolo: Idee Progetti Edifici. | 23 ottobre 2010   | 2 gennaio 2011    | Mart Rovereto                                       | Rovereto           |
| Dana Schutz. Contemporanea. | 3 ottobre 2010    | 9 gennaio 2011    | Mart Rovereto                                       | Rovereto           |
| The Panza Collection. Conceptual Art. | 25 settembre 2010 | 27 febbraio 2011  | Mart Rovereto                                       | Rovereto           |
| Mario Botta. Architetture 1960-2010. | 25 settembre 2010 | 23 gennaio 2011   | Mart Rovereto                                       | Rovereto           |
| Francesco Zizola. Shadows. | 16 luglio 2010    | 29 luglio 2010    | Mart Rovereto                                       | Rovereto           |
| Ines Fedrizzi e Aldo Schmid. | 22 giugno 2010    | 22 agosto 2010    | Mart Rovereto                                       | Rovereto           |
| Arte americana 1850-1960. Capolavori dalla Phillips Collection di Washington.                                                                         | 5 giugno 2010     | 12 settembre 2010 | Mart Rovereto                                       | Rovereto           |
| L'Angolo del Collezionista. What to do with Poetry. Opere dalla Collezione Gianfranco Bellora al Mart.                                                | 5 giugno 2010     | 22 agosto 2010    | Mart Rovereto                                       | Rovereto           |
| Sara Landau. Iper Pop Post. | 5 giugno 2010     | 22 agosto 2010    | Mart Rovereto                                       | Rovereto           |
| Linguaggi e Sperimentazioni. Giovani artisti in una collezione contemporanea.                                                                         | 8 maggio 2010     | 22 agosto 2010    | Mart Rovereto                                       | Rovereto           |
| Mendini > Depero. | 8 maggio 2010     | 17 ottobre 2010   | Casa d'Arte Futurista Depero                        | Rovereto           |
| Dalla scena al dipinto. La magia del teatro nella pittura dell'Ottocento.                                                                             | 6 febbraio 2010   | 23 maggio 2010    | Mart Rovereto                                       | Rovereto           |
| Eugenio Prati (1842–1907). | 5 dicembre 2009   | 25 aprile 2010    | Palazzo delle Albere                                | Trento             |
| Kendell Geers. Irrespektiv. | 31 ottobre 2009   | 17 febbraio 2010  | Mart Rovereto                                       | Rovereto           |
| Futurismo 100: Illuminazioni. Avanguardie a confronto. Italia – Germania – Russia.                                                                    | 15 ottobre 2009   | 25 gennaio 2010   | Mart Rovereto                                       | Rovereto           |
| Il cane a sei zampe. | 19 settembre 2009 | 10 gennaio 2010   | Casa d'Arte Futurista Depero                        | Rovereto           |
| Capolavori della modernità. La collezione del Kunstmuseum Winterthur.                                                                                 | 19 settembre 2009 | 10 gennaio 2010   | Mart Rovereto                                       | Rovereto           |
| Immaginare New York. Fotografie dalla collezione del MoMA.                                                                                            | 11 luglio 2009    | 11 ottobre 2009   | Mart Rovereto                                       | Rovereto           |
| Italia Contemporanea. Officina San Lorenzo. | 16 maggio 2009    | 4 ottobre 2009    | Mart Rovereto                                       | Rovereto           |
| La Guerra Fredda – Cold War. Arte e design in un mondo diviso 1945-1970.                                                                              | 28 marzo 2009     | 26 luglio 2009    | Mart Rovereto                                       | Rovereto           |
| Giuseppe Uncini. Scultore 1929-2008. | 13 dicembre 2008  | 8 marzo 2009      | Mart Rovereto                                       | Rovereto           |
| Il Secolo del Jazz. Arte, cinema, musica e fotografia da Picasso a Basquiat.                                                                          | 15 novembre 2008  | 15 febbraio 2009  | Mart Rovereto                                       | Rovereto           |
| Impressionisti e post-impressionisti. Capolavori dall'Israel Museum di Gerusalemme.                                                                   | 13 settembre 2008 | 6 gennaio 2009    | Mart Rovereto                                       | Rovereto           |
| Eurasia. Dissolvenze geografiche dell'arte. | 28 giugno 2008    | 16 novembre 2008  | Mart Rovereto                                       | Rovereto           |
| Germania contemporanea. Dipingere è narrare: Tim Eitel, David Schnell, Matthias Weischer.                                                             | 28 giugno 2008    | 26 ottobre 2008   | Mart Rovereto                                       | Rovereto           |
| Yervant Gianikian e Angela Ricci Lucchi. Il trittico del ’900.                                                                                        | 28 giugno 2008    | 31 agosto 2008    | Mart Rovereto                                       | Rovereto           |
| Futurismo Italia-Russia. La rivoluzione radicale | 17 giugno 2008    | 24 agosto 2008    | Museo Pushkin                                       | Mosca              |
| Omaggio ad Aldo Schmid. | 23 aprile 2008    | 8 agosto 2008     | Mart Rovereto                                       | Rovereto           |
| Chen Zhen. Il corpo come paesaggio. | 23 febbraio 2008  | 1º giugno 2008    | Mart Rovereto                                       | Rovereto           |
| Vincenzo Agnetti. | 23 febbraio 2008  | 1º giugno 2008    | Mart Rovereto                                       | Rovereto           |
| La parola nell'arte. Ricerche d'avanguardia nel '900.                                                                                                 | 10 novembre 2007  | 6 aprile 2008     | Mart Rovereto                                       | Rovereto           |
| DeperoPubblicitario. Dall'auto-réclame all'architettura pubblicitaria.                                                                                | 13 ottobre 2007   | 3 febbraio 2008   | Mart Rovereto                                       | Rovereto           |
| ARTE CONTRO. Ricerche dell'arte russa dal 1950 ad oggi. Opere dal Fondo Sandretti del '900 russo.                                                     | 13 ottobre 2007   | 20 gennaio 2008   | Mart Rovereto                                       | Rovereto           |
| Maestri del '900 da Boccioni a Fontana. La collezione di un raffinato cultore dell’arte moderna.                                                      | 13 ottobre 2007   | 20 gennaio 2008   | Mart Rovereto                                       | Rovereto           |
| Percorsi privati. Lo sguardo di un collezionista da Balla a Chen Zhen.                                                                                | 23 giugno 2007    | 7 ottobre 2007    | Mart Rovereto                                       | Rovereto           |
| Sulle tracce di Maurice Denis. Simbolismi ai confini dell'impero asburgico.                                                                           | 23 giugno 2007    | 28 ottobre 2007   | Palazzo delle Albere                                | Trento             |
| Matteo Basilé. Apparitions. | 23 giugno 2007    | 26 agosto 2007    | Mart Rovereto                                       | Rovereto           |
| Omaggio a Lyonel Feininger. | 19 maggio 2007    | 29 luglio 2007    | Mart Rovereto                                       | Rovereto           |
| Il Modo Italiano. Design e avanguardie artistiche in Italia nel XX secolo.                                                                            | 3 marzo 2007      | 3 giugno 2007     | Mart Rovereto                                       | Rovereto           |
| Markus Vallazza. la Divina Commedia. | 20 gennaio 2007   | 25 marzo 2007     | Mart Rovereto                                       | Rovereto           |
| Mitomacchina. Storia, tecnologia e futuro del design dell'automobile.                                                                                 | 2 dicembre 2006   | 1º maggio 2007    | Mart Rovereto                                       | Rovereto           |
| Franz von Stuck. Lucifero Moderno. | 10 novembre 2006  | 10 marzo 2007     | Palazzo delle Albere                                | Trento             |
| Schiele, Klimt, Kokoschka e gli amici viennesi. | 7 ottobre 2006    | 8 gennaio 2007    | Mart Rovereto                                       | Rovereto           |
| Douglas Gordon. Prettymucheverywordwritten, spoken, heard, overheardfrom1989....                                                                      | 7 ottobre 2006    | 21 gennaio 2007   | Mart Rovereto                                       | Rovereto           |
| Luigi Russolo. Vita e opere di un futurista. | 27 maggio 2006    | 17 settembre 2006 | Mart Rovereto                                       | Rovereto           |
| Cinema & fumetto. I personaggi dei comics sul grande schermo.                                                                                         | 26 maggio 2006    | 17 settembre 2006 | Mart Rovereto                                       | Rovereto           |
| Flavio Faganello. Opere 1955–2005. | 6 maggio 2006     | 27 agosto 2006    | Palazzo delle Albere                                | Trento             |
| Italia Nova. Un'avventura dell'arte italiana 1900–1950                                                                                                | 5 aprile 2006     | 3 luglio 2006     | Grand Palais                                        | Parigi             |
| Omaggio a Carlo Cainelli (1896-1925). Figure e scorci di inizio secolo.                                                                               | 10 marzo 2006     | 30 aprile 2006    | Palazzo delle Albere                                | Trento             |
| Universal Experience: arte e vita. Lo sguardo del turista.                                                                                            | 11 febbraio 2006  | 14 maggio 2006    | Mart Rovereto                                       | Rovereto           |
| Vittore Grubicy e l'Europa. Alle radici del divisionismo.                                                                                             | 28 ottobre 2005   | 15 gennaio 2006   | Mart Rovereto                                       | Rovereto           |
| La Danza delle Avanguardie. Dipinti, scene e costumi da Degas a Picasso, da Matisse a Keith Haring                                                    | 17 dicembre 2005  | 7 maggio 2006     | Mart Rovereto                                       | Rovereto           |
| Da Goya a Manet, da Van Gogh a Picasso. The Phillips Collection, Washington                                                                           | 17 settembre 2005 | 13 novembre 2005  | Mart Rovereto                                       | Rovereto           |
| Un secolo d'arte italiana. Lo sguardo del collezionista. Opere dalla Stiftung-VAF                                                                     | 2 luglio 2005     | 20 novembre 2005  | Mart Rovereto                                       | Rovereto           |
| Thayaht futurista irregolare | 12 giugno 2005    | 11 settembre 2005 | Mart Rovereto                                       | Rovereto           |
| Vivere sotto la luna crescente. | 11 giugno 2005    | 11 settembre 2005 | Mart Rovereto                                       | Rovereto           |
| Sottsass. Progetti 1946 – 2005 | 26 febbraio 2005  | 22 maggio 2005    | Mart Rovereto                                       | Rovereto           |
| Antonio Riello. AirMart | 26 febbraio 2005  | 24 aprile 2005    | Mart Rovereto                                       | Rovereto           |
| Il Bello e le Bestie. Metamorfosi, artifici e ibridi dal mito all'immaginario scientifico                                                             | 11 dicembre 2004  | 8 maggio 2005     | Mart Rovereto                                       | Rovereto           |
| Mimmo Jodice dalla Collezione Cotroneo | 11 dicembre 2004  | 13 febbraio 2005  | Mart Rovereto                                       | Rovereto           |
| Ceramica sovietica. Fondo Sandretti del ‘900 russo | 11 dicembre 2004  | 13 febbraio 2005  | Mart Rovereto                                       | Rovereto           |
| Carol Rama | 11 settembre 2004 | 21 novembre 2004  | Mart Rovereto                                       | Rovereto           |
| Joan Miró, pittore e scultore. Opere dalla Fondazione Maeght                                                                                          | 11 settembre 2004 | 28 novembre 2004  | Mart Rovereto                                       | Rovereto           |
| Maestri del fumetto europeo | 10 luglio 2004    | 5 settembre 2004  | Mart Rovereto                                       | Rovereto           |
| Medardo Rosso. Le origini della scultura moderna | 28 maggio 2004    | 22 agosto 2004    | Mart Rovereto                                       | Rovereto           |
| Sale di lettura. Giulio Paolini dialoga con la collezione permanente                                                                                  | 28 maggio 2004    | 12 settembre 2004 | Mart Rovereto                                       | Rovereto           |
| Transavanguardia. La collezione Grassi | 28 maggio 2004    | 5 settembre 2004  | Mart Rovereto                                       | Rovereto           |
| Montagna arte scienza mito | 19 dicembre 2003  | 18 aprile 2004    | Mart Rovereto                                       | Rovereto           |
| Skin Deep. Il corpo come luogo del segno artistico | 28 ottobre 2003   | 18 gennaio 2004   | Mart Rovereto                                       | Rovereto           |
| Scultura lingua morta. Scultura nell'Italia fascista                                                                                                  | 28 ottobre 2003   | 14 dicembre 2003  | Mart Rovereto                                       | Rovereto           |
| Il racconto del filo: ricamo e cucito nell'arte contemporanea                                                                                         | 31 maggio 2003    | 7 settembre 2003  | Mart Rovereto                                       | Rovereto           |
| In viaggio con le Muse | 17 maggio 2003    | 16 novembre 2003  | Mart Rovereto                                       | Rovereto           |
| Isamu Noguchi. Sculptural design | 14 marzo 2003     | 4 maggio 2003     | Mart Rovereto                                       | Rovereto           |
| Le stanze dell'arte. Figure e immagini del XX secolo                                                                                                  | 15 dicembre 2002  | 27 aprile 2003    | Mart Rovereto                                       | Rovereto           |

## Direttori
- Gabriella Belli (1989 - 2011)
- Cristiana Collu (2012 - 2015)

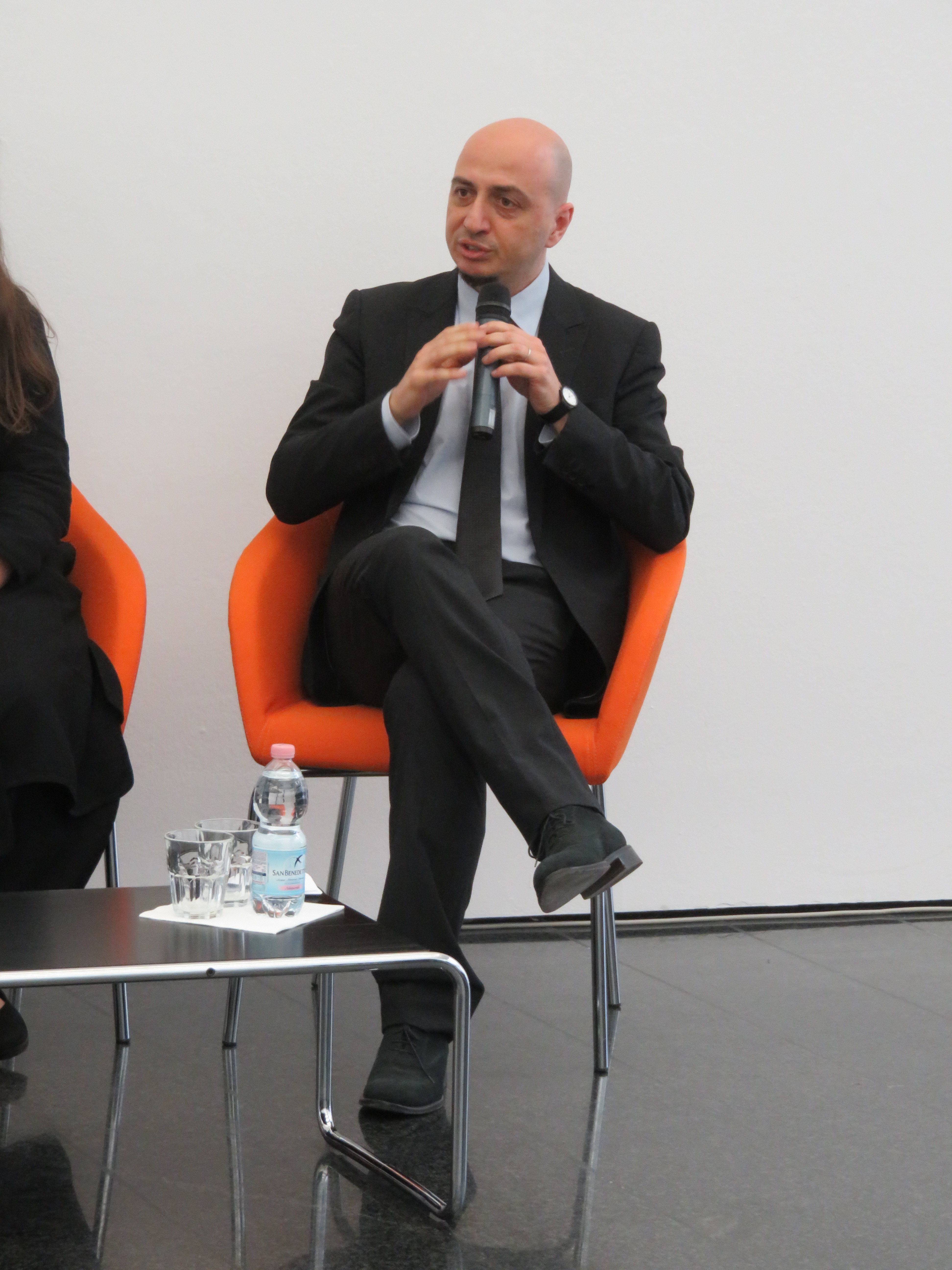
Gianfranco Maraniello, direttore del Museo d'arte moderna e contemporanea di Trento e Rovereto dal 2015 al 2020.

- Gianfranco Maraniello (2015 - 2020)
- Diego Ferretti (2020 - in corso)[5]